# Peata
La peàta è una grossa imbarcazione da trasporto utilizzata nella laguna di Venezia.

## Descrizione
Di dimensioni anche considerevoli, è simile come forma alla caorlina ma è più squadrata e dai bordi più bassi. È caratterizzata da uno scafo pressoché parallelo (non vi è un davanti e un didietro), fondo piatto e due piccole coperte a prua e a poppa, dotate ciascuna di due bitte per l'ormeggio e il traino. È priva di motore. 
La capacità di carico è notevole e varia dai 100 agli oltre 800 quintali di portata. 
La sua propulsione, tipicamente a due vogatori, richiede remi di particolare robustezza e dimensioni notevoli, nonché una considerevole forza fisica. A volte venivano utilizzate trainandole con barche a motore; nei loro ultimi anni venivano utilizzate staticamente come depositi ormeggiati. 

## Diffusione
Attualmente questo tipo di imbarcazione è completamente scomparso, fatta eccezione che per due soli esemplari rimasti: un esemplare, detto peata Brentana appartiene al gruppo sportivo Voga Riviera del Brenta, e viene utilizzato durante le rievocazioni storiche o le festività lagunari, mentre un secondo esemplare da 370 quintali, chiamato peata Tronchetto, è ancora in fase di restauro.